# Лагішин
Лагішин (пол. Łagiszyn) — село в Польщі, у гміні Гура Гуровського повіту Нижньосілезького воєводства.
Населення — 118 осіб (2011).
У 1975-1998 роках село належало до Лешненського воєводства.

## Демографія
Демографічна структура станом на 31 березня 2011 року:
|          | Загалом | Допрацездатний вік | Працездатний вік | Постпрацездатний вік |
| -------- | ------- | ------------------ | ---------------- | -------------------- |
| Чоловіки | 61      | 22                 | 36               | 3                    |
| Жінки    | 57      | 16                 | 33               | 8                    |
| Разом    | 118     | 38                 | 69               | 11                   |